# سد نامپو
سد نامپو (به لاتین: Nampo Dam) یک سد و سد سلولی در کره شمالی است که در نامپو واقع شده‌است.